# Project ARMS
Project ARMS (プロジェクトアームズ, Project ARMS) es una serie de manga y anime creada por Kyoichi Nanatsuki y Ryōji Minagawa en 1997. El libro Alicia en el País de las Maravillas tuvo gran influencia en esta serie pese a lo futurista y esotérico de la serie.
En 1999, el manga recibió el Premio Shōgakukan para shōnen.
Una adaptación al anime fue realizada por el estudio TMS Entertainment que se estrenó en la cadena televisiva TV Tokyo emitiéndose un total de 52 episodios.

## Sinopsis
La historia comienza con el protagonista, Ryo, que sufrió un accidente cuando pequeño en el cual su brazo derecho se separó de su cuerpo. Sin embargo, según avanza la historia se revela que en realidad es un sujeto de prueba para unos experimentos de genética sobre unas "armas" implantadas a modo de nanomáquinas, junto con otros tres jóvenes: Kei Kuruma, Takeshi Tomoe, y Hayato Shingu. Todos deberán enfrentarse a una misteriosa sociedad llamada Egrigori en busca de la verdad.

## Personajes
Ryo Takatsuki:
- Seiyu: Nobutoshi Canna

El protagonista. Es un joven estudiante de secundaria con costumbres bastante peculiares (escalar paredes para dar de comer a los pájaros no es muy normal que digamos) que sufrió un accidente cuando era pequeño. Tras descubrir la verdad y pelear contra Hayato, Ryo se embarca en una aventura en la cual aprenderá a dominar su ARM para poder rescatar a su amiga Katsumi de sus secuestradores. Aunque parece despistado y tranquilo, en realidad es un buen luchador y un inteligente estratega, siendo capaz de derrotar a varios soldados del ejército. No obstante, es incapaz de matar hasta bien avanzada la historia, momento en el cual se da cuenta de que tiene que matar para poder sobrevivir y proteger a sus seres importantes. Su ARM es Jabberwock, su brazo derecho.
Hayato Shingu:
- Seiyu: Shinichiro Miki

El nuevo compañero de clase de Ryo. Al principio le ataca con intención de matarle pensando que es miembro de Egrigori y como tal su enemigo, pero tras descubrir que no es miembro de la organización enemiga se une a él con el fin de derrotar a sus enemigos, que le quitaron a su familia y amigos. Es serio e imperturbable la mayor parte del tiempo, pero en batalla se muestra su lado más oscuro, llegando a ser despiadado, aterrador e incluso sádico y cruel. Este comportamiento quizá se deba al trauma sufrido durante su infancia, en el cual los Egrigori destruyeron toda su aldea. Aun después de formar equipo con Ryo, Hayato sigue actuando de forma chulesca y vengativa, considerando a Ryo más su rival que su amigo y estableciendo entre ellos una especie de rivalidad-amistad (una enemistad, por así decirlo) Su ARM es Knight, su brazo izquierdo.
Takeshi Tomoe:
- Seiyu: Yuji Ueda

El menos heroico de los cuatro protagonistas. Takeshi es inteligente, flaco, delicado, solitario y tímido, el clásico objetivo de matones de escuela secundaria. Takeshi es constantemente atormentado en la escuela, lo que causó que su ARM se activaran por primera vez. Fue entonces cuando se hizo aún más aislado, sintiendo verdadero horror por su propio cuerpo y su cobardía. Después de conocer a Ryo y sus compañeros de armas, finalmente se da cuenta de que no está solo. También se da cuenta de su familia y amigos son lo que realmente le preocupa y que debe luchar para protegerlos. Takeshi entonces se vuelve un valiente, leal y potente miembro del equipo. Su ARM es White Rabbit, sus piernas.
Kei Kuruma:
- Seiyu: Minami Takayama

La única chica de los cuatro protagonistas. A diferencia de los demás, Kei ha conocido acerca de su ARM toda su vida. Fue planteada por Bluemen, la organización que combate a Egrigori. Kei ha sido formada como una soldado de élite. Sin embargo, debido a que muchos de los Bluemen la vieron como un arma y no como una persona, Kei creció muy solitaria, amarga, e incluso un poco viciosa. Todo esto cambia cuando Kei se reúne Ryo y los demás sujetos de ARMS, las únicas personas que realmente la entienden. Con ellos aprende finalmente la verdadera amistad y el trabajo en equipo. Kei y Hayato parecen formar una relación cada vez más estrecha con el paso del tiempo. Si esto se convertirá en algo más serio está todavía por verse. Su ARM es Queen of Hearts, sus ojos.

## Los ARMS
Los ARMS (brazos en inglés o también armas con doble sentido a la vez) son armas biónicas insertadas mediante nanomáquinas en el cuerpo de un usuario determinado. Sus nombres son los de los personajes de Alicia en el País de las Maravillas. Cada una de estos ARMS es un arma compuesta de miles de nanomáquinas y minerales que tienen la capacidad de fusionarse con un ser biológico, y son capaces de imitar un miembro humano en caso de su pérdida o amputación (como es el caso con Kei, Takeshi, Hayato, y Ryo). Además, cada ARM tiene diferentes modos de batalla, que varían según su apariencia y uso. Cada ARM también tiene varias progresiones de poder, el último de los cuales por lo general implica que cubra los brazos el cuerpo entero del usuario, lo que les hace ver más o menos como el personaje de la obra literaria. Los cuatro originales fueron Jabberwock, White Knight, White Rabbit, y Queen of Hearts. Cada uno de ellos posee una IA (Inteligencia Artificial) dentro. La Serie de ARMS Keith no poseen inteligencias artificiales.
- Ryo Takatsuki - Jabberwock
- Hayato Shingu - White Knight
- Takeshi Tomoe - White Rabbit
- Kei Kuruma - Queen of Hearts
- Keith Red - Gryphon
- Keith Blue - Doomouse
- Keith Violet - March Hare
- Keith Silver - Mad Hatter
- Keith Green - Cheshire Cat
- Keith Black - Humpty Dumpty
- Akagi Katsume - Bandersnatch

## Música
| Openings                 |                   |           |  |
| Transcripcion/Traduccion | Interprete        | Episodios |  |
| Free Bird                | New Cinema Tokage | 1-13      |  |
| Hakanaku Tsuyoku         | New Cinema Tokage | 14-26     |  |
| Time Waits for No One    | WAG               | 26-52     |  |
|                          |                   |           |  |
| Endings                  |                   |           |  |
| Just wanna be            | WAG               | 1-13      |  |
| Call my name             | Garnet Crow       | 14-26     |  |
| Timeless Sleep           | Garnet Crow       | 27-40     |  |
| 終わらない夢の中で       | Project ARMS      | 41-52     |  |
|                          |                   |           |  |

- Datos: Q688960